# Kotlovka
Il quartiere Kotlovka (in russo Район Котловка?) è un quartiere di Mosca sito nel Distretto Sud-occidentale.
Prende il nome dal fiume Kotlovka, sulle cui rive nel XV secolo sorgeva l'abitato di Kotly. Nella seconda metà del XVIII secolo sorge nell'area il palazzo Čerëmuški-Znamenkoe, notevole esempio di architettura classica. Del complesso originario del palazzo e del parco oggi restano la chiesa Znamenskaja, l'edificio principale ed il maneggio. Questi ultimi due edifici ospitano rispettivamente l'Istituto Centrale per la Fisica Teorica e Sperimentale e l'Istituto di Elmintologia "K. I. Skrjabin".
L'area è stata inclusa nel comune di Mosca nel 1960.